# La Fille à la valise
Pour plus de détails, voir Fiche technique et Distribution.
La Fille à la valise (titre original : La ragazza con la valigia) est un film franco-italien réalisé par Valerio Zurlini, sorti en 1961, qui a contribué à la célébrité de Claudia Cardinale en Italie, et classé parmi les 100 films qui ont modifié la mémoire collective de l'Italie dans les années 40 à 70.

## Synopsis
Aida, jeune femme qui chante pour gagner sa vie, tente de retrouver Marcello Feinardi, jeune et riche playboy qui l'a abandonnée après quelques jours de liaison et des promesses. Elle sonne à la porte de la maison familiale de celui-ci, qui envoie son jeune frère, Lorenzo, l'éconduire en lui disant qu'elle s'est trompée d'adresse. Lorenzo est touché par la détresse et la beauté d'Aida. Commence alors une histoire d'amour impossible entre un innocent et idéaliste adolescent de la bourgeoisie et une jeune femme de province qui essaye de s'en sortir.

## Fiche technique
- Titre original italien : La ragazza con la valigia
- Titre français : La Fille à la valise
- Réalisation : Valerio Zurlini
- Scénario : Leonardo Benvenuti, Piero De Bernardi, Enrico Medioli, Giuseppe Patroni Griffi et Valerio Zurlini
- Musique : Mario Nascimbene
- Décors : Flavio Mogherini
- Costumes : Gaia Romanini
- Photographie : Tino Santoni
- Son : Enzo Silvestri
- Montage : Mario Serandrei
- Production : Maurizio Lodi-Fé, Charles Delac
- Sociétés de production : Titanus (Italie), S.G.C. (France)
- Sociétés de distribution :
  - Italie : Titanus
  - France ; C.F.D.C.
- Pays d'origine : Italie
- Format : Noir et blanc - Mono - 35 mm
- Genre : Comédie dramatique
- Durée : 121 minutes
- Date de sortie :
  - Italie : 9 février 1961
  - France : 16 mai 1961 (Festival de Cannes 1961) ; 11 mai 1962 (sortie nationale)
- Affiche : Guy-Gérard Noël (France)

## Distribution
- Claudia Cardinale  (VO : Adriana Asti (non-créditée)/VF : elle-même) : Aida Zepponi
- Jacques Perrin  (VO : Massimo Turci (non-crédité)/VF : lui-même) : Lorenzo Fainardi
- Luciana Angiolillo : La tante
- Renato Baldini  (VF : Jacques Dacqmine) : Francia
- Riccardo Garrone  (VF : William Sabatier) : Romolo
- Elsa Albani : Lucia
- Corrado Pani  (VF : Serge Sauvion) : Marcello Fainardi
- Gian Maria Volontè : Piero
- Romolo Valli : Le curé

## Thèmes

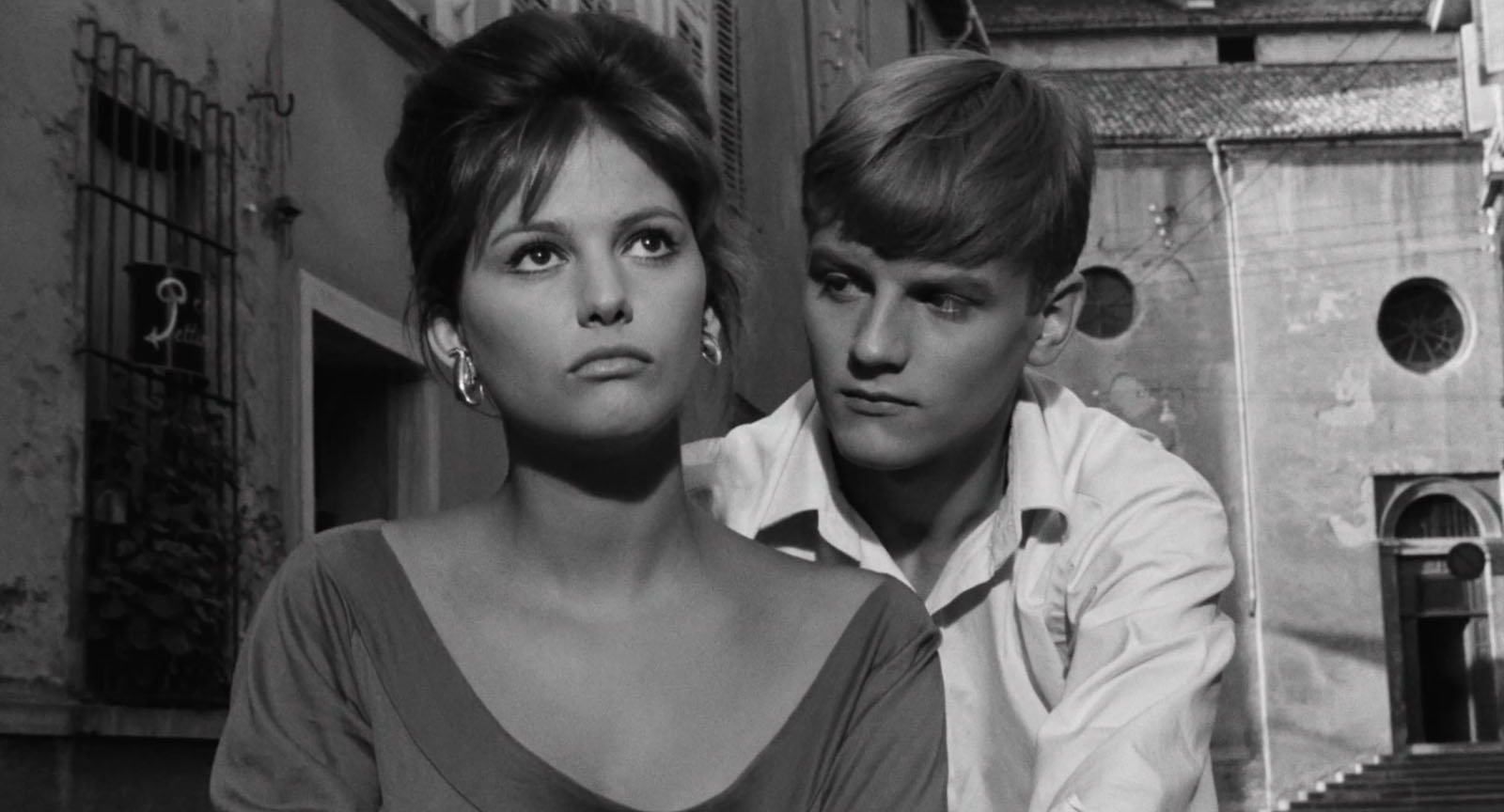
Claudia Cardinale et Jacques Perrin, Aida et Lorenzo dans La Fille à la valise

Selon la plupart des analystes, ce film raconte deux solitudes (celles de Lorenzo et d'Aida) face à la cruauté de la vie et du rôle de l'argent, mais également les barrières entre les classes sociales. Il se distingue donc des films insouciants pour adolescents dès sa première scène (Aida sort de la voiture pour aller faire pipi dans les buissons, une scène qu'on ne montre jamais au cinéma), ce que pourrait faire croire sa bande-son. Ce faisant, il s'inscrit dans le mouvement néoréaliste italien.
Il plante également le thème de l'impossibilité du couple et le mensonge que chacun d'eux entretien à l'égard de l'autre, mais pour le préserver,.
Le personnage d'Aida joué par Claudia Cardinale incarne la volonté d'indépendance d'une jeune femme exploitée par les hommes, soumise à leurs désirs et à leurs mensonges, a fortiori dans une Italie encore conservatrice,.

## Autour du film

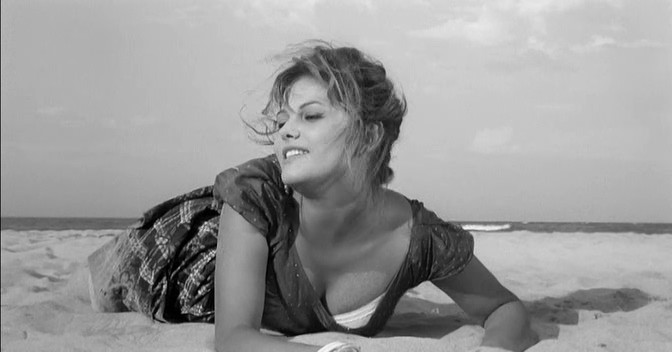
Claudia Cardinale dans le rôle d'Aida, la protagoniste de la Fille à la valise

Il s'agit du premier rôle important de Claudia Cardinale, après Le Pigeon (I soliti ignoti). C'est avec ce film également que l'actrice devient « la petite fiancée de l'Italie »,. Il sera aussi le début d'une collaboration importante entre Jacques Perrin et Zurlini.
Claudia Cardinale a raconté que la scène la plus difficile à tourner a été celle de la confession par Aida, au restaurant de la gare, de l'enfant qu'elle a eu en secret et qu'elle a dû abandonner. Or c'était exactement sa situation, dont, par contrat, elle n'avait pas le droit de parler, ce qui lors du tournage de la scène, l'a fait pleurer plusieurs fois. Et c'est également le désir d'indépendance qui l'a fait venir en Italie pour tourner, la même raison qui pousse Aida en avant.
Tant Jacques Perrin que Claudia Cardinale sont doublés en italien respectivement par Massimo Turci et Adriana Asti. À cette époque, Claudia Cardinale, qui a grandi en Tunisie dans une famille sicilienne, parle mieux français qu'italien (elle parle le français, le dialecte sicilien et maîtrise l'arabe), en plus d'être dotée d'une voix rauque que Fellini sera le premier à lui laisser dans Huit et demi,. Pour leur faciliter la tâche, Zurlini a fait tourner leurs scènes en français. Pour la version française, les enregistrements originaux de Claudia Cardinale et de Jacques Perrin sur le tournage (en français donc) auraient été repris pour être synchronisés avec le doublage des autres comédiens. Ce qui explique la parfaite synchronisation labiale des deux acteurs principaux en français, contrairement à la version originale.
Le film est principalement tourné dans la ville de Parme.
La bande-son reprend de nombreux tubes des années 1959-1960, chantées par Mina, Adriano Celentano, Gino Paoli et d'autres.
Le prénom Aida fait référence à l'opéra italien Aida de Verdi, présent dans le film, qui raconte une autre histoire d'amour impossible entre deux jeunes gens séparés par leur classe sociale, mais sur un mode tragique. Dans la version française du film, l’opéra est entièrement chanté en français.
En Italie, le film a été retenu dans la liste des 100 films italiens à sauver, ayant contribué à modifier la mémoire collective italienne.

## Distinctions
Le film est présenté en compétition au festival de Cannes 1961, sans obtenir de distinction.
Claudia Cardinale reçoit la même année un David di Donatello spécial pour son interprétation d'Aida.

## Restauration
Le film a fait l'objet d'une restauration en 4K par la Fondation Cineteca de Bologne, les Films du Camelia, en collaboration avec Titanus et avec le soutien du CNC.